# Xã Mosalem, Quận Dubuque, Iowa
Xã Mosalem (tiếng Anh: Mosalem Township) là một xã thuộc quận Dubuque, tiểu bang Iowa, Hoa Kỳ. Năm 2010, dân số của xã này là 1.800 người.